# 清水河 (新疆維吾爾自治區)
清水河是中华人民共和国新疆维吾尔自治区的一条河流，位于塔里木盆地，该河全长60千米，集水面积约1016平方千米，年均径流量约为1.07亿立方米。根据克尔古提水文站测定，该河夏季富水期径流量占全年的67.8%，春季枯水期径流量占全年的10.6%。